# Євграф Рейтерн
Ґе́ргардт-Вільге́льм фон Ро́йтерн, у російській літературі Євгра́ф Рома́нович Ре́йтерн, він же  (нім. Gerhardt Wilhelm von Reutern; 17 липня 1794, маєток Рестгоф поблизу Валка, Ліфляндська губернія — 22 березня 1865, Франкфурт-на-Майні) — російсько-німецький художник.

## Біографія
Родом з знатного остзейського сімейства. Отримавши загальну освіту в училищі при лютеранської церкви святих Петра і Павла в Санкт-Петербурзі, протягом року слухав лекції в Дерптському університеті, в 1811 році вступив на військову службу. В 1813–1815 роках служив в кавалерії в чині поручика, брав участь в закордонному поході російської армії; в Битві народів під Лейпцигом позбувся правої руки. Влітку 1814 року, будучи у Веймарі, Ройтерн познайомився з Ґете; відновивши знайомство в 1815 році в Гайдельберзі і в 1817 році в Єні, вступив з ним в листування. Ґете розпізнав у Ройтерна талант художника і порадив серйозно зайнятися живописом. 
Оговтавшись від важкого поранення, Ройтерн оселився в Віллінгсгаузені, в 1820 році одружився з Шарлоттою фон Швертцелль. В 1825 році разом з Людвігом Гріммом (братом прославлених філологів Якоба та Вільгельма) заснував «Вілленсгаузенську колонію художників». Деякий час працював як художник-самоук, потім навчався живопису в Берні, Касселі і Дюссельдорфі; писав головним чином жанрові картини. В 1837 році став придворним художником російського імператорського двору, отримував почесну пенсію; створював картини на біблійні сюжети, з яких особливим успіхом користувалася полотно «Авраам приносить Ісаака в жертву» (1849). Поперемінно жив у Німеччині, Франції, Швейцарії, Італії та Росії (приїжджаючи до свогог ліфляндського маєтку і до Санкт-Петербурга), з 1844 року остаточно оселився у Франкфурті-на-Майні. Малював вцілілою рукою. 

## Сім'я
Ройтерн був близьким другом В. А. Жуковського, який в 1841 році одружився з його донькою Ройтерн Єлизаветою (1821—1856). Його внучка Жуковська Олександра Василівна стала пізніше морганатичною дружиною великого князя Олексія Олександровича. 
Син Е. Р. Ройтерна, О. Ґ. Ройтерн був генерал-лейтенантом і Таврійським губернатором. Брат Христофор з відзнакою брав участь в Наполеонівських війнах, потім командував кавалерійськими дивізіями. Племінник Михайло був міністром фінансів Російської імперії.

## Галерея

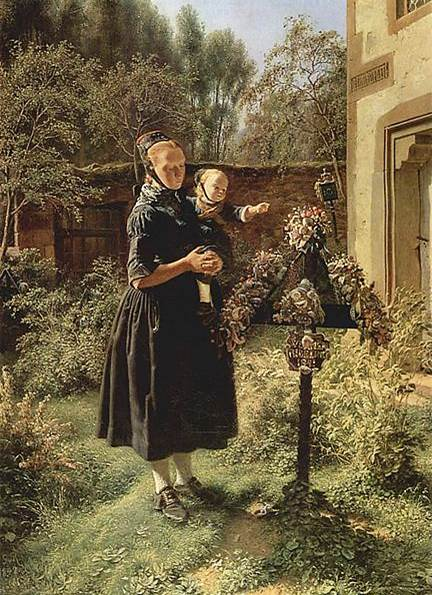
На кладовищі Вілленсгаузена. 1842.
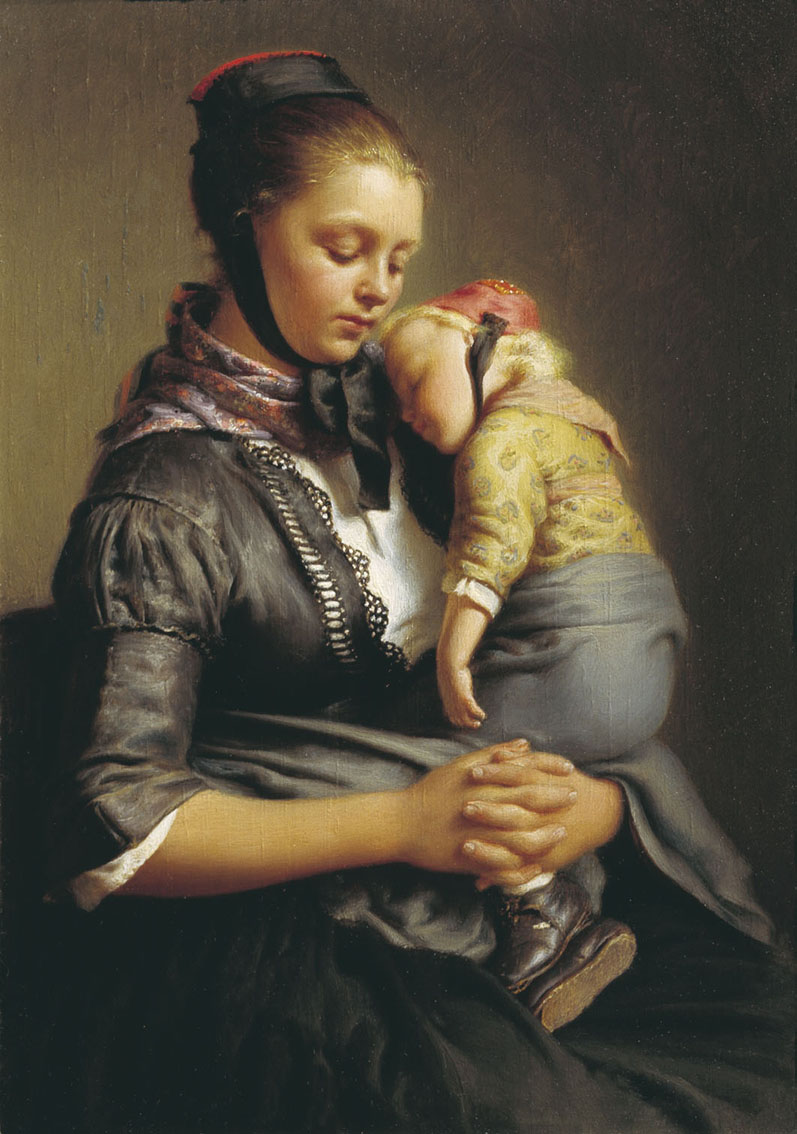
Селянка з Вілленсгаузена зі сплячою дитиною. 1843.
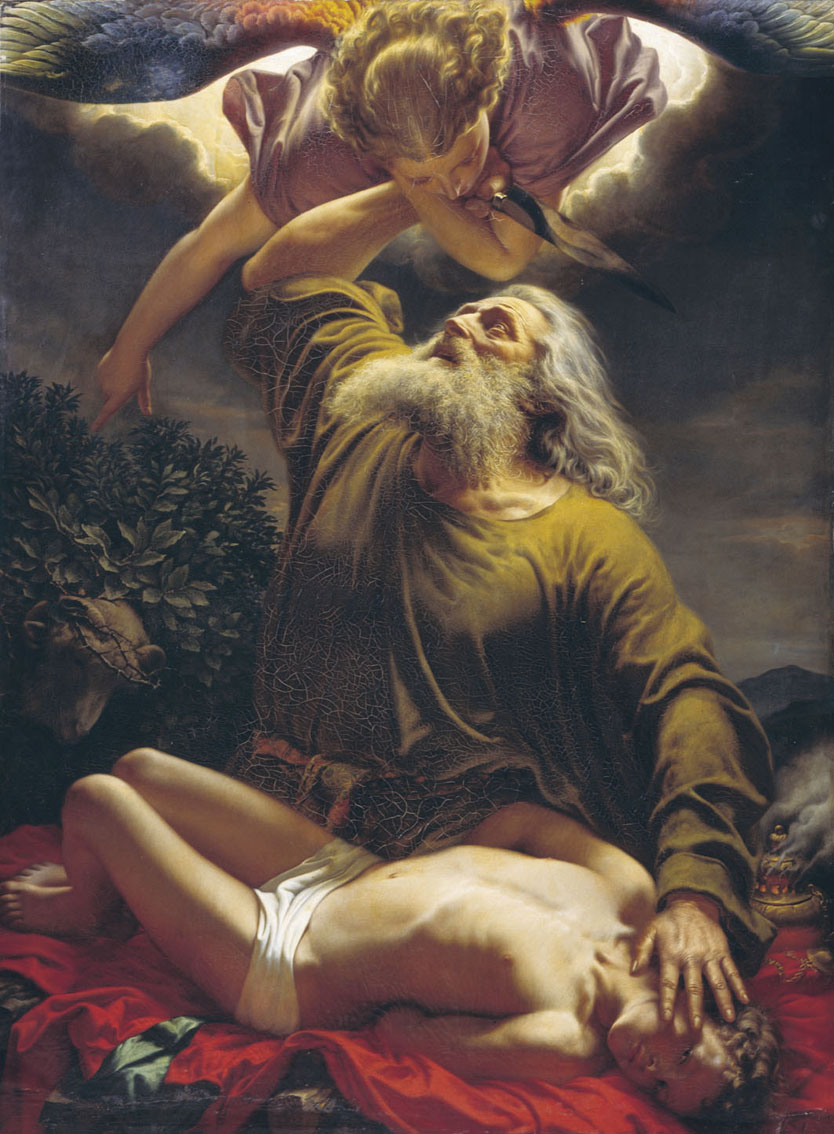
Авраам приносить Ісака в жертву. 1849.
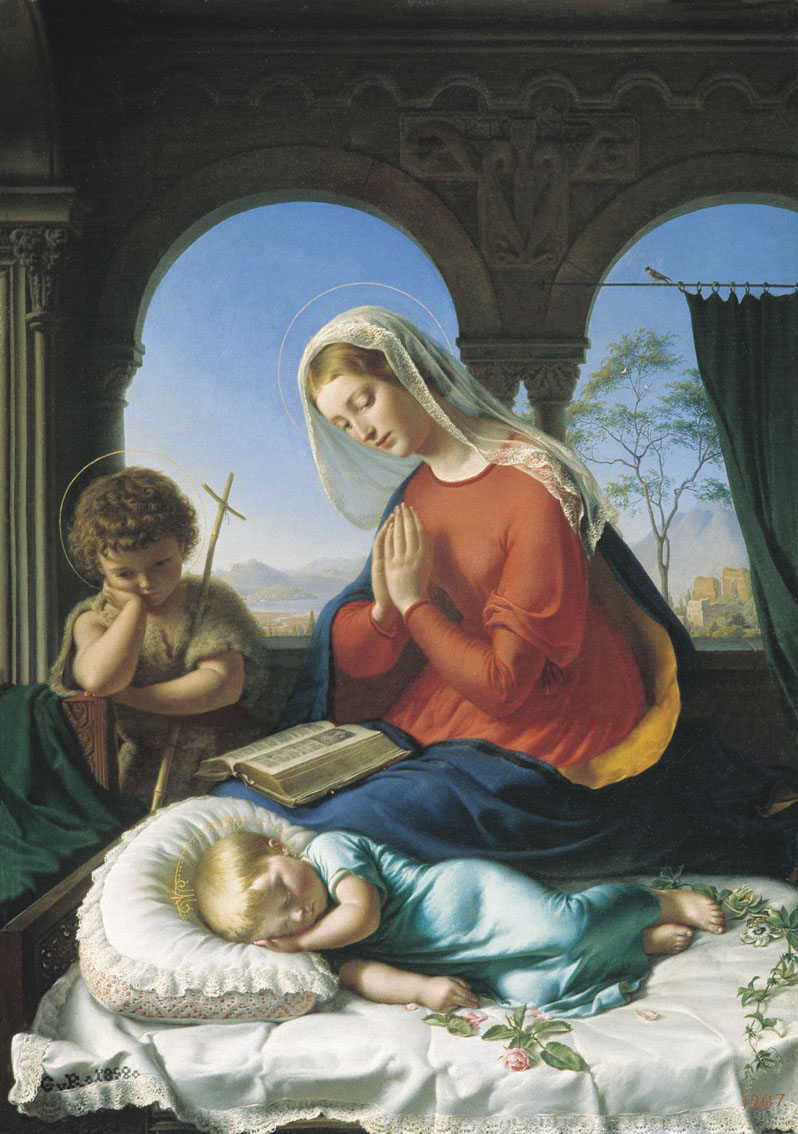
Святе сімейство. 1858.